# Rhodostrophia subflavida
Rhodostrophia subflavida är en fjärilsart som beskrevs av W. Warren 1893. Rhodostrophia subflavida ingår i släktet Rhodostrophia och familjen mätare. Inga underarter finns listade.